# Seznam španskih arheologov
Seznam španskih arheologov.

## A
- Samara Abrams
- Miriam Seco Alvarez

## B
- Martin Almagro Basch
- Juan Antonio Belmonte Avilés (arheoastronom)
- Pere Bosch-Gimpera

## G
- Manuel R. González Morales

## L
- Mario Luni

## R
- José Amador de los Rios

## S
- Myriam Seco

## V
- José Moreno Villa